# Alexander von Benckendorff

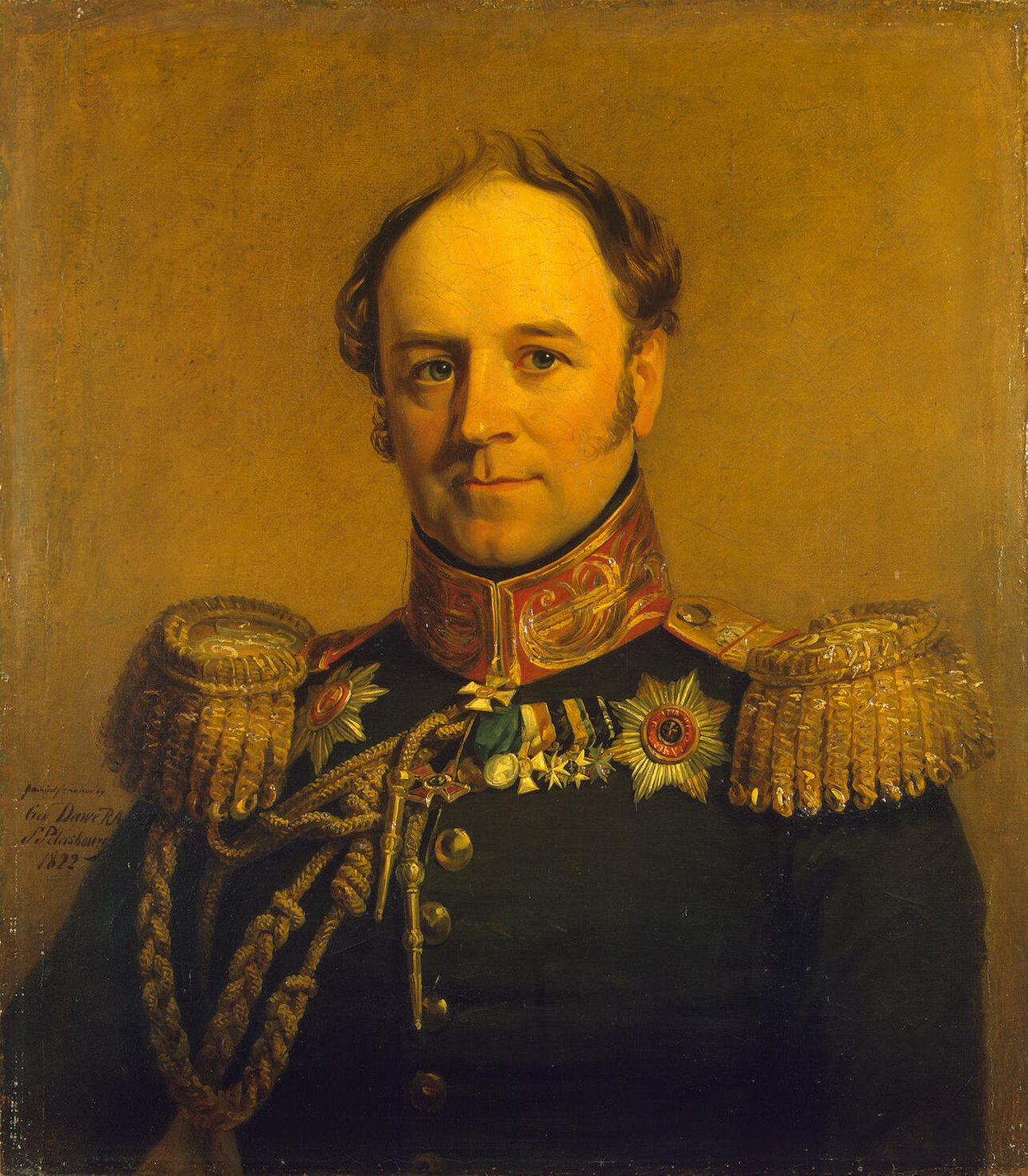
Alexander von Benckendorff porträtiert von George Dawe

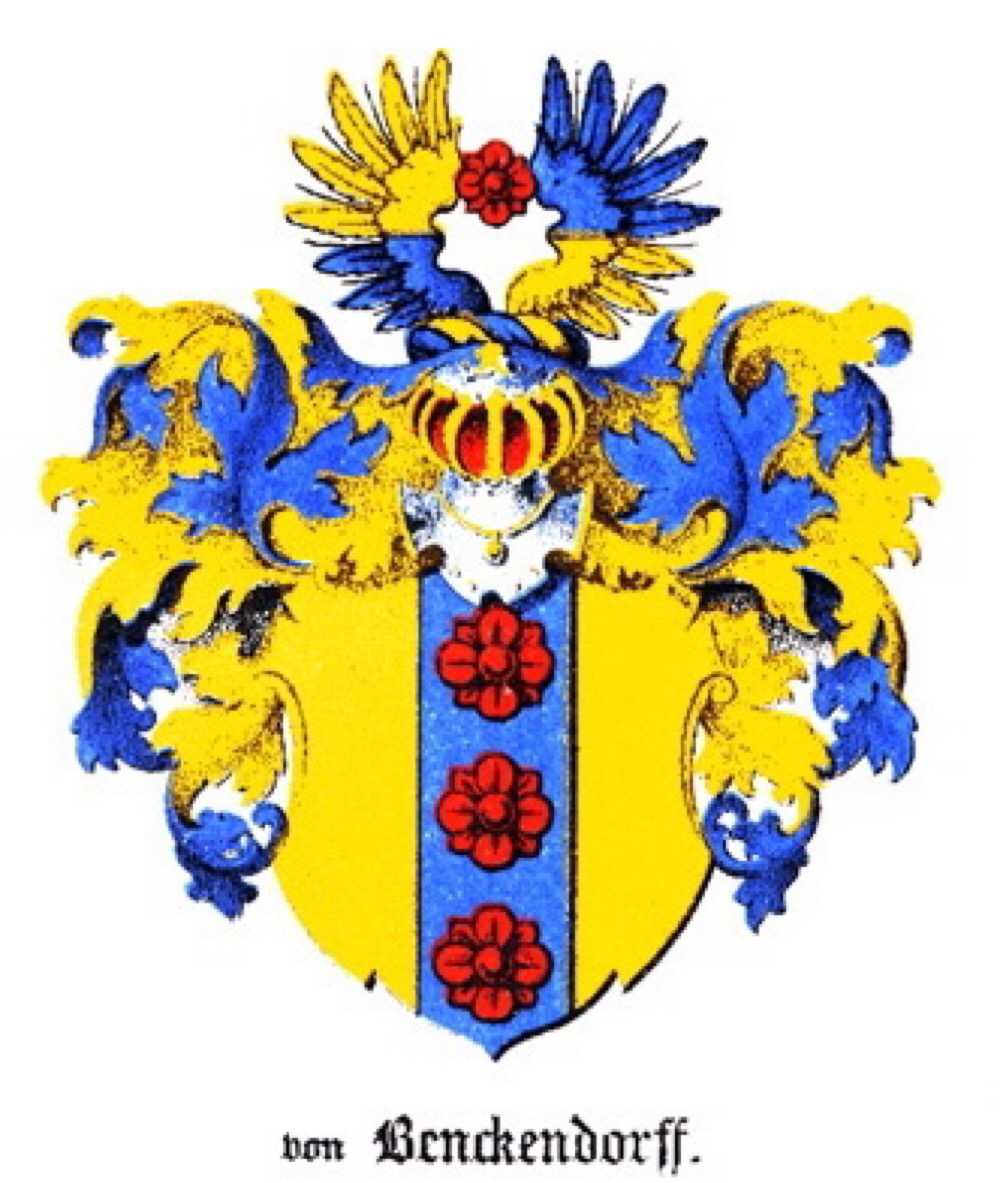
Wappen der Adelsfamilie „von Benckendorff“ (Estland)

Konstantin Alexander Karl Wilhelm Christoph, ab 1832: Graf von Benckendorff (russisch Александр Христофорович Бенкендорф, transkribiert Alexandr Christoforowitsch Benkendorf; * 23. Junijul. / 4. Juli 1781greg. in Reval, heute Tallinn; † 11. Septemberjul. / 23. September 1844greg. auf See bei der Insel Dagö) war General der russischen Armee und Chef der 1826 als III. Abteilung der eigenen Kanzlei seiner Kaiserlichen Majestät gegründeten zaristischen Geheimpolizei.

## Leben
Benckendorff stammt aus dem estnisch-schwedischen Adelsgeschlecht der von Benckendorff, deren Ursprung in Salzwedel lag. Am 8. November 1832 wurde Benckendorff in den erblichen Reichsgrafenstand erhoben und zum Polizeiminister und Mitglied des kaiserlichen Reichsrats ernannt. Alexander von Benckendorfs Eltern waren Christoph Iwanowitsch von Benckendorff (1749–1823) und dessen Ehefrau Anna Juliane geb. Schilling von Cannstatt (1746–1797).
Nach einer deutsch geprägten Bildung kam Benckendorff durch seine Schwester, die einflussreich verheiratete Fürstin Dorothea von Lieven, an den St. Petersburger Hof und begann dort eine höfisch-militärische Laufbahn. Sein Bruder Konstantin von Benckendorff stieg parallel dazu zum russischen General und Diplomaten auf.
Bei der Ermordung des Zaren Paul I. 1801 stand Benckendorff stark im Verdacht der Mitwisserschaft.
Dessen ungeachtet war er während der Regierung von Alexander I. dessen enger Vertrauter, begleitete den Kaiser auf allen seinen Feldzügen in Deutschland und Frankreich.

### In den Koalitionskriegen
Nach der Schlacht bei Preußisch Eylau (7./8. Februar 1807) hatte er die Aufgabe die eroberten französischen Adler nach Sankt Petersburg zu bringen, vom preußischen König wurde er mit dem Pour le Mérite ausgezeichnet. Am 2. März 1807 wurde er zum Oberst befördert.
Während des Vaterländischen Krieges von 1812 fungierte Benckendorff zunächst als Adjutant unter Kaiser Alexander I. und verband das Hauptkommando mit der Armee des Fürsten Bagration, dann kommandierte er die Vorhut der mobilen (Partisanen-)Abteilung des Generals Ferdinand von Wintzingerode. Am 27. Juli führte er einen erfolgreichen Attacke auf französische Vorhuten bei Welisch aus, wurde dafür zum Generalmajor befördert und kämpfte dann im Raum von Swenigorod. Nachdem die Franzosen Moskau geräumt hatten, begann er die Verfolgung des Feindes unter dem Kommando von Generalleutnant Golenitschew-Kutusow, wobei es der unterstellten Reiterei gelang, drei französische Generäle und fast 6.000 Gefangene einzubringen.
Im Feldzug von 1813 kommandierte Benckendorff eine fliegende Kolonne, besiegte ein französisches Reiter-Jäger-Regiment bei Tempelberg, zwang den Feind zusammen mit einem Detachement Tschernyschew zur Übergabe der Stadt Fürstenwalde und besetzte dann mit der Kavallerie unter General Tettenborn Berlin. Benckendorffs Reiterei überquerte die Elbe, nahm die Stadt Werben ein und trug am 2. April mit General von Dörnberg zur Niederlage der französischen Division Joseph Morand im Gefecht bei Lüneburg bei.
Im Verband von Bernadottes Nordarmee nahm er an den Schlacht bei Großbeeren (23. August)  und Dennewitz (6. September) teil. Nachdem er für drei Tage lang die Brigade von Graf Woronzow übernommen hatte, deckte er zusammen mit seiner Reiterei die Bewegung der russischen Armee nach Dessau und Roßlau und erhielt dafür einen mit Diamanten verzierten goldenen Säbel. In der Schlacht bei Leipzig (1. Oktober) kommandierte Benckendorff den linken Flügel des Korps des Generals Wintzingerode und während der Bewegung dieses Generals nach Kassel war er der Führer der Avantgarde.
Im Dezember 1813 wurde er mit einer separaten Kavallerieabteilung nach Holland geschickt um dieses Land von den Franzosen zu befreien. Seine Verbände wurde durch preußische und britische Truppen abgelöst. Benckendorffs Reiterei zog nach Belgien und nahm die Städte Löwen und Mechelen ein, dabei brachten seine Truppen 24 Geschütze ein und befreiten 600 britische Gefangene.
Im Feldzug 1814 zeichnete sich Benckendorff besonders bei Lüttich aus; in der Schlacht bei Craonne kommandierte er unter den Grafen Worontzow die gesamte Kavallerie und deckte dann die Bewegung der schlesischen Armee in Richtung Laon.
Am 29. August 1814 erfolgte die Ernennung zum Kommandeur der 2. Brigade (Sibirische und Orenburger Regimenter) der 1. Lancier-Division. Im Frühjahr 1816 wurde er Chef der 2. Dragoner-Kavallerie-Division und am 18. März 1819 zum Stabschef des Gardekorps ernannt. Am 1. Dezember 1821 wurde Benckendorff zum Generalleutnant und zum Kommandeur der 1. Garde-Kavallerie-Division ernannt.
Alexander heiratete 1817 Elisabeth Donetz-Sacharschewski (1788–1857), sie hatten drei Töchter.

### Chef der Geheimpolizei
Er wurde dann dem Großfürsten Nikolaus als Adjutant beigegeben. Bereits 1820 sammelte er Informationen über die Dekabristen. Entsprechende Warnungen nahm Alexander I. allerdings nicht ernst.
Nach dem Tod Alexanders 1825 half er bei der Unterdrückung von antimonarchistischen Bewegungen, namentlich des Dekabristenaufstandes vom Dezember 1825, weshalb er 1826 von Nikolaus I. zum Chef der Gendarmerie und Kommandanten des kaiserlichen Generalquartiers ernannt wurde.
Als langjähriger, bis 1844 amtierender Chef der russischen Geheimpolizei schuf B. ein Spionagenetz, das das öffentliche und private Leben in Russland in einem bis dahin unbekannten Umfang überwachte, zahlreiche Menschen verhaften und deportieren ließ und Informationen aus ganz Europa einholte. Darüber hinaus übte er großen persönlichen Einfluss auf Zar Nikolaus aus. Der Zar soll geäußert haben: „Ich bin wohl für Russland ersetzbar, aber nicht so Benckendorff“. Schließlich doch hinter seinen Rivalen Pjotr Andrejewitsch Kleinmichel zurückgesetzt, legte er seine Ämter nieder, reiste im Frühjahr 1844 nach Deutschland und starb auf der Rückreise am 23. September 1844.
Im Dezember 1827 wurde er Ehrenmitglied der Russischen Akademie der Wissenschaften in Sankt Petersburg.

## Weblinks

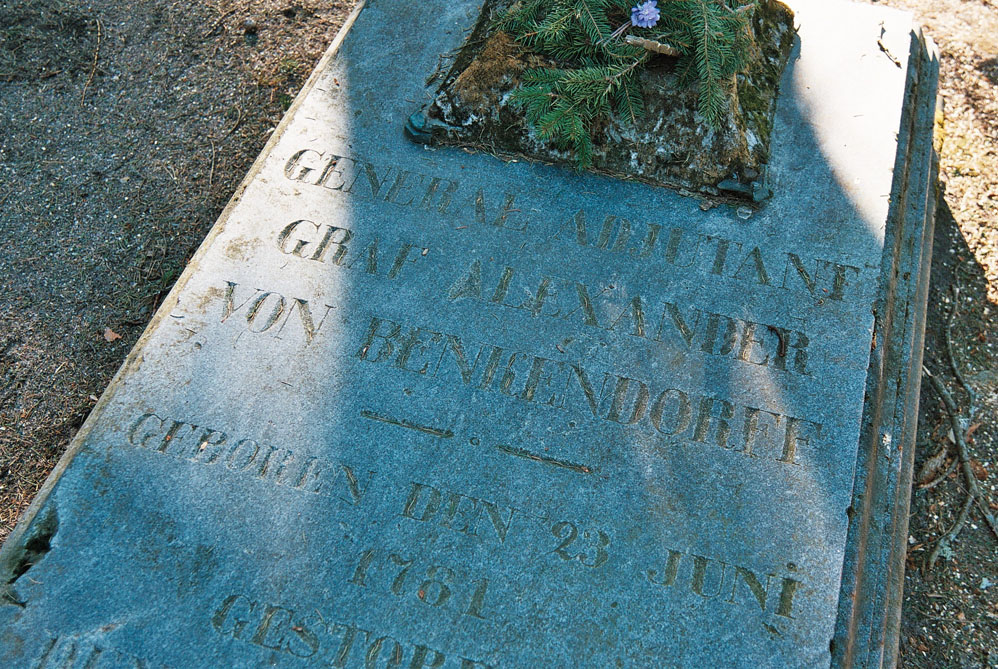
Grab in Keila-Joa (Schloß Fall)

## Trivia
Benckendorff war an der 1831 gegründeten St.-Petersburger-Lübecker Dampfschiffahrtsgesellschaft beteiligt. Das dieser Gesellschaft gehörende Dampfschiff Nicolai I sank am 31. Mai 1838 auf seiner Reise von St. Petersburg nach Lübeck.